# Euoestrophasia aperta
Euoestrophasia aperta är en tvåvingeart som först beskrevs av Brauer och Julius Edler von Bergenstamm 1889.  Euoestrophasia aperta ingår i släktet Euoestrophasia och familjen parasitflugor. Inga underarter finns listade i Catalogue of Life.